# British Pacific Fleet
La British Pacific Fleet (BPF), Flotta britannica del Pacifico, è stata una flotta del Commonwealth britannico impegnata negli ultimi mesi della seconda guerra mondiale contro le forze giapponesi. Composta di unità provenienti dalle marine dei diversi paesi aderenti al Commonwealth, venne creata formalmente il 22 novembre 1944. La base principale e centro di comando era Sydney, mentre l'isola di Manus era utilizzata come base avanzata.

## Origini
La British Pacific Fleet è stata e rimane tuttora la più potente flotta convenzionale mai riunita dalla Royal Navy. Alla giornata della vittoria sul Giappone contava quattro navi da battaglia, 18 portaerei, 11 incrociatori e numeroso naviglio minore e di supporto. Nonostante ciò, la sua rilevanza rispetto alle forze schierate nell'Oceano Pacifico dagli Stati Uniti d'America è certamente minore. Queste forze contribuirono comunque alla vittoria sostenendo le flotte statunitensi nella avanzata finale contro il Giappone nel 1945.
In seguito all'incursione giapponese nell'Oceano Indiano del 1942 e alla conseguente ritirata delle forze navali britanniche, le unità della Royal Navy non tornarono nel Pacifico Sud-Occidentale fino al 17 maggio 1944, quando un gruppo di combattimento anglo-americano portò a compimento l'Operazione Transom, un raid su Surabaya, nell'isola di Giava.
Le forze statunitensi erano impegnate a liberare territori britannici nel Pacifico, estendendo quindi la loro influenza. Era quindi un imperativo militare e politico ripristinare una presenza britannica nella zona e affrontare direttamente le forze giapponesi. Il governo britannico era anche determinato a fare in modo che le proprie colonie, come Hong Kong, venissero liberate da militari britannici.
All'interno dello stesso governo britannico però vi erano pareri discordanti riguardo alla formazione della Flotta. Churchill in particolare era inizialmente contrario ad apparire come un comprimario della potenza statunitense. Riteneva anche che una flotta britannica non sarebbe stata la benvenuta e che sarebbe stato più utile concentrare le forze su Birmania e Malaysia. Il Comitato dei Capi di Stato Maggiore riteneva invece fondamentale una presenza nel Pacifico, giungendo a considerare le dimissioni in massa in caso di rifiuto da parte del Primo Ministro. Anche da parte americana una mancata partecipazione britannica alle ultime fasi del conflitto sarebbe stata vista in maniera negativa.
L'Ammiragliato aveva proposto di tornare attivamente nel Pacifico già nei primi mesi del 1944 ma la reazione iniziale della United States Navy era stata scoraggiante. Il Comandante in Capo della Flotta e delle Operazioni Navali, Ammiraglio Ernest King era riluttante ad accettare ogni aiuto britannico e oppose una lunga serie di obiezioni anche logistiche. Solo dopo un intervento diretto del presidente Roosevelt la costituzione della British Pacific Fleet fu accettata, anche se contro l'opinione dell'ammiraglio King.

## Forze
La Flotta nacque al comando dell'ammiraglio Bruce Fraser, inizialmente con base a Trincomalee e già Comandante in Capo della Eastern Fleet. Dopo un breve periodo a bordo della cannoniera Tarantula, la ammiraglia divenne la nave da battaglia Howe.
La Eastern Fleet fu quindi riorganizzata in due forze distinte: la East Indies Fleet con base a Ceylon e quella che sarebbe diventata la Pacific Fleet (BPF). Inizialmente quest'ultima operò contro bersagli giapponesi sull'isola di Sumatra, esercitandosi in operazioni aeronavali fino agli inizi del 1945, quando venne trasferita a Sydney.
Il nome British Pacific Fleet è fuorviante, in quanto la Flotta era di composizione mista, anche se la Royal Navy forniva la maggior parte delle unità e tutte le navi principali. Erano comunque presenti la Royal Australian Navy, la Royal Canadian Navy e la Royal New Zealand Navy. Il contributo australiano fu limitato in quanto le unità maggiori erano già integrate nelle flotte statunitensi dal 1942. Un'alta percentuale di aviatori di marina era di provenienza neozelandese. Erano presenti anche effettivi della US Navy e della South African Navy. L'apparato logistico era gestito dai porti australiani e neozelandesi.
Fino alla fine del conflitto la flotta fu comandata dall'ammiraglio Fraser, anche se in pratica il comando della Flotta in azione era delegato al viceammiraglio Bernard Eawlings, con il viceammiraglio Philip Vian al comando delle operazioni aeree del Fleet Air Arm. Il nome in codice della flotta era "Task Force 37" o anche 57, mentre ai gruppi di unità di rifornimento ci si riferiva come "Task Force 113".

## Servizio
La prima operazione importante in cui venne coinvolta la Flotta fu l'Operazione Meridian, che consisteva negli attacchi contro gli stabilimenti di raffinazione del petrolio di Palembang, sull'isola di Sumatra, durante il mese di gennaio 1945. Questa serie di attacchi, compiuta in avverse condizioni meteorologiche, ebbe successo nel ridurre le scorte di combustibile disponibili per la Marina imperiale giapponese. In totale andarono perduti 48 aerei del Fleet Air Arm a causa di azioni nemiche o di appontaggi non riusciti. Vennero invece rivendicati 30 abbattimenti di velivoli giapponesi in volo e la distruzione di altri 38 a terra.

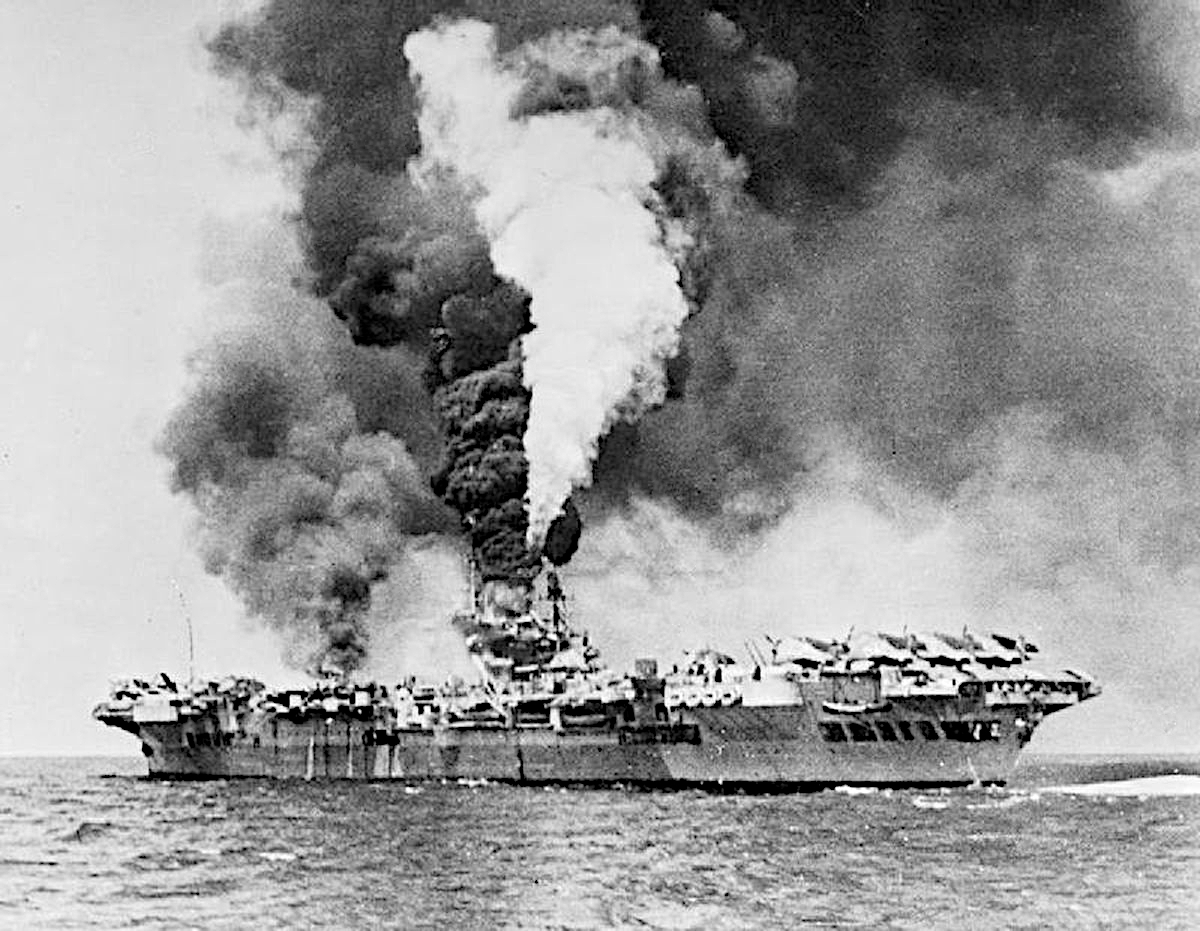
La Formidable in fiamme in seguito ad un attacco kamikaze

La US Navy, che aveva il controllo delle operazioni Alleate nel Pacifico, assegnò alla British Pacific Fleet la designazione di Task Force 57 durante le operazioni congiunte con la Quinta Flotta dell'ammiraglio Raymond Spruance. Il 27 maggio 1945 venne trasformata in Task Force 37, diventando parte della Terza Flotta dell'ammiraglio William Halsey.
Nel marzo 1945, durante la battaglia di Okinawa, la Flotta ebbe il compito di operare nella zona delle isole Sakishima, sopprimendo le unità aeree giapponesi e le loro basi, possibili punti di partenza per attacchi kamikaze. Le portaerei vennero ripetutamente attaccate in questo modo, ricevendo però danni non gravi grazie al loro ponte corazzato, non presente invece nelle unità statunitensi.
Nel mese di aprile la 4 Flottiglia sommergibili britannica venne trasferita presso la base alleata di Fremantle, in Australia, come parte della Pacific Fleet. Il suo maggiore successo fu l'affondamento dell'incrociatore pesante Ashigara avvenuto l'8 giugno per opera del Trenchant e dello Stygian. Il 31 luglio, durante l'Operazione Struggle, il sommergibile tascabile XE3 attaccò le navi giapponesi presenti a Singapore, affondando l'incrociatore pesante Takao.
Le unità della Flotta attaccarono anche l'arcipelago giapponese, nel quadro di un'ampia campagna di bombardamenti costieri condotta dalla Terza Flotta di Halsey. La nave da battaglia King George V bombardò la base navale di Hamamatsu, nei pressi di Tokyo, ultima nave da battaglia britannica ad aprire il fuoco in azione. Numerosi attacchi aerei vennero effettuati contro bersagli di terra e unità navali da parte dei mezzi imbarcati sulle portaerei della Flotta, incluso il danneggiamento di una portaerei di scorta nemica. Nonostante ciò, durante le ultime fasi della guerra, le unità britanniche vennero escluse da alcune azioni in Giappone in base a decisioni politiche.
Nella prevista invasione del Giappone, denominata Operazione Downfall, era pianificata una massiccia presenza britannica, ma l'azione venne cancellata in seguito alla resa giapponese. L'ultima azione di guerra della Flotta fu l'abbattimento di alcuni caccia Zero nell'ultimo giorno del conflitto.

## Ordine di battaglia
La Flotta includeva 21 portaerei (con circa 300 aerei imbarcati), quattro navi da battaglia, 10 incrociatori, 40 cacciatorpediniere, 18 sloop-of-war, 13 fregate, 35 dragamine e varie unità minori, oltre a numerose navi di supporto e rifornimento.
Portaerei
- HMS Colossus (R15): 24 Corsair, 18 Barracuda
- HMS Formidable: circa 36 Corsair e 15 Avenger
- HMS Glory: 21 Corsair, 18 Barracuda
- HMS Illustrious: circa 36 Corsair, 15 Avenger
- HMS Implacable: 48 Seafire, 21 Avenger, 12 Firefly
- HMS Indefatigable: 40 Seafire, 18 Avenger, 12 Firefly
- HMS Indomitable: 39 Hellcat, 21 Avenger
- HMS Venerable: 21 Corsair, 18 Barracuda
- HMS Vengeance: 24 Corsair, 18 Barracuda
- HMS Victorious: 36 Corsair, 15 Avenger, più Walrus anfibi
- HMS Pioneer nave appoggio per la riparazione degli aerei
- HMS Unicorn nave appoggio per la riparazione degli aerei

Portaerei di scorta
- HMS Arbiter
- HMS Chaser
- HMS Fencer
- HMS Ruler
- HMS Reaper
- HMS Slinger
- HMS Speaker
- HMS Striker
- HMS Vindex

Navi da battaglia
- HMS Howe
- HMS King George V
- HMS Duke of York arrivata nel luglio 1945
- HMS Anson arrivata nel luglio 1945

Incrociatori
- HMNZS Achilles
- HMS Argonaut
- HMS Belfast
- HMS Bermuda
- HMS Black Prince
- HMS Euryalus
- HMNZS Gambia
- HMS Newfoundland
- HMCS Ontario
- HMS Swiftsure
- HMCS Uganda

Posamine
- HMS Apollo
- HMS Ariadne
- HMS Manxman

Scorta antiaerea
- HMCS Prince Robert

Cacciatorpediniere
- HMCS Algonquin
- HMS Barfleur
- HMS Grenville
- HMS Kempenfelt
- HMAS Napier
- HMAS Nepal
- HMAS Nizam
- HMAS Norman
- HMS Quadrant
- HMS Quality
- HMAS Queenborough
- HMAS Quiberon
- HMAS Quickmatch
- HMS Teazer
- HMS Tenacious
- HMS Termagant
- HMS Terpsichore
- HMS Troubridge
- HMS Tumult
- HMS Tuscan
- HMS Tyrian
- HMS Ulster
- HMS Ulysses
- HMS Undaunted
- HMS Undine
- HMS Urania
- HMS Urchin
- HMS Ursa
- HMS Wager
- HMS Wakeful
- HMS Wessex
- HMS Whelp
- HMS Whirlwind
- HMS Wizard
- HMS Wrangler

Fregate
- HMS Aire
- HMS Avon
- HMS Barle
- HMS Bigbury Bay
- HMS Derg
- HMS Findhorn
- HMS Helford
- HMS Odzani
- HMS Parret
- HMS Plym
- HMS Usk
- HMS Veryan Bay
- HMS Whitesand Bay
- HMS Widemouth Bay

Sloop
- HMS Alacrity
- HMS Amethyst
- HMS Black Swan
- HMS Crane
- HMS Cygnet
- HMS Enchantress
- HMS Erne
- HMS Flamingo
- HMS Hart
- HMS Hind
- HMS Opossum,
- HMS Pheasant
- HMS Redpole
- HMS Starling
- HMS Stork
- HMS Whimbrel
- HMS Woodcock
- HMS Wren

Corvette
- HMNZS Arbutus
- HMAS Ballarat
- HMAS Bendigo
- HMAS Burnie
- HMAS Cairns
- HMAS Cessnock
- HMAS Gawler
- HMAS Geraldton
- HMAS Goulburn
- HMAS Ipswich
- HMAS Kalgoorlie
- HMAS Launceston
- HMAS Lismore
- HMAS Maryborough
- HMAS Pirie
- HMAS Tamworth
- HMAS Toowoomba
- HMAS Whyalla
- HMAS Wollongong

Sottomarini
- HMS Porpoise Posamine
- HMS Rorqual Posamine
- HMS Sanguine
- HMS Scotsman
- HMS Sea Devil
- HMS Sea Nymph
- HMS Sea Scout
- HMS Selene
- HMS Sidon
- HMS Sleuth
- HMS Solent
- HMS Spark
- HMS Spearhead
- HMS Stubborn
- HMS Stygian
- HMS Supreme
- HMS Taciturn
- HMS Tapir
- HMS Taurus
- HMS Terrapin
- HMS Thorough
- HMS Thule
- HMS Tiptoe
- HMS Totem
- HMS Trenchant
- HMS Trump
- HMS Tudor
- HMS Turpin
- HMS Virtue Addestramento antisommergibili
- HMS Voracious Addestramento antisommergibili
- HMS Vox Addestramento antisommergibili

Navi da sbarco
- HMS Glenearn - Landing Ship, Infantry (Large)
- HMS Lothian - Landing Ship, Headquarters (Large)

Unità di supporto
- HMS Adamant Nave appoggio sommergibili
- HMS Aorangi Nave alloggio
- HMS Artifex Nave riparazioni
- HMS Assistance Nave riparazioni
- RFA Bacchus Desalinizzatrice
- HMS Bonaventure Nave appoggio sommergibili
- HMS Berry Head Nave riparazioni
- HMS Deer Sound Nave riparazioni
- HMS Diligence Nave riparazioni
- HMS Dullisk Cove Nave riparazioni
- RNH Empire Clyde Nave ospedale
- HMS Empire Crest Nave cisterna (acqua)
- HMS Fernmore Boom carrier
- HMS Flamborough Head Nave riparazioni
- HMS Fort Colville Nave deposito aerei
- HMS Fort Langley Nave deposito aerei
- RNH Gerusalemme Nave ospedale
- HMS Guardian Posareti
- HMNZS Kelantan Nave riparazioni
- HMS King Salvor  Nave di salvataggio
- HMS Lancashire Nave alloggio
- HMS Leonian Boom carrier
- HMS Maidstone Nave appoggio sommergibili
- NZHS Maunganui Nave ospedale
- HMS Montclare Nave appoggio cacciatorpediniere
- RNH Oxfordshire Nave ospedale
- HMS Resource Nave riparazioni
- HMS Salvestor Nave di salvataggio
- HMS Salvictor  Nave di salvataggio
- HMS Shillay Nave posa-boe
- HMS Springdale Nave riparazioni
- HMS Stagpool Desalinizzatrice
- RNH Tjitalengka Nave ospedale
- HMS Trodday Nave posa-boe
- HMS Tyne Nave appoggio cacciatorpediniere
- HMS Vacport Nave cisterna (acqua)
- RNH Vasna Nave ospedale

Petroliere e Navi rifornimento
- RFA Arndale
- RFA Bishopdale
- RFA Brown Ranger
- RFA Cederdale
- RFA Eaglesdale
- RFA Green Ranger
- RFA Olna
- RFA Rapidol
- RFA Serbol
- RFA Wave Emperor
- RFA Wave Governor
- RFA Wave King
- RFA Wave Monarch
- Aase Maersk
- Carelia
- Darst Creek
- Golden Meadow
- Iere
- Loma Nova
- San Adolpho
- San Amado
- San Ambrosia
- Seven Sisters

Navi deposito
- Bosporus
- City of Dieppe
- Corinda
- Darvel
- Edna
- Fort Alabama
- Fort Constantine
- Fort Dunvegan
- Fort Edmonton
- Fort Providence
- Fort Wrangell
- Gudrun Maersk
- Hermelin
- Heron
- Hickory Burn
- Hickory Dale
- Hickory Glen
- Hickory Steam
- Jaarstrom
- Kheti
- Kistna
- Kola
- Marudu
- Pacheco
- Prince de Liege
- Princess Maria Pia
- Prome
- Robert Maersk
- San Andres
- Sclesvig
- Thyra S

### Squadroni del Fleet Air Arm[2]
- 801 (Seafire, Implacable)
- 812 (Barracuda, Vengeance)
- 814 (Barracuda, Venerable)
- 820 (Avenger, Indefatigable)
- 827 (Barracuda, Colossus)
- 828 (Avenger, Implacable)
- 837 (Barracuda, Glory)
- 848 (Avenger, Formidable)
- 849 (Avenger, Victorious)
- 854 (Avenger, Illustrious)
- 857 (Avenger, Indomitable)
- 880 (Seafire, Implacable)
- 885 (Hellcat, Ruler)
- 887 (Seafire, Indefatigable)
- 888 (Hellcat, Indefatigable fino al gennaio 1945)
- 894 (Seafire, Indefatigable)
- 899 (Seafire)
- 1770 (Firefly, Indefatigable)
- 1771 (Firefly, Implacable)
- 1772 (Firefly, Indefatigable)
- 1790 (Firefly, Vindex dall'agosto 1945)
- 1830 (Corsair, Illustrious)
- 1831 (Corsair, Glory)
- 1833 (Corsair, Illustrious)
- 1834 (Corsair, Victorious)
- 1836 (Corsair, Victorious)
- 1839 (Hellcat, Indomitable)
- 1840 (Hellcat, Speaker)
- 1841 (Corsair, Formidable)
- 1842 (Corsair, Formidable)
- 1844 (Hellcat, Indomitable)
- 1846 (Corsair, Colossus)
- 1850 (Corsair, Vengeance)
- 1851 (Corsair, Venerable)